# Ардатовка
Ардатовка (баш. Арҙат) — деревня в Туймазинском районе Республики Башкортостан Российской Федерации. Входит в состав Какрыбашевского сельсовета. 

## География

### Географическое положение
Расстояние до:
- районного центра (Туймазы): 14 км,
- центра сельсовета (Какрыбашево): 2 км,
- ближайшей ж/д станции (Туймазы): 14 км.

## Население
| 2002 | 2009 | 2010 |
| ---- | ---- | ---- |
| 18   | ↗37  | ↗47  |

Известные люди
Карманов Афанасий Георгиевич Герой Советского Союза, награждён орденами Ленина и Красной Звезды.
Национальный состав
Согласно переписи 2002 года, преобладающая национальность — русские (78 %).